# Always...
Always... – debiutancki album holenderskiego zespołu muzycznego The Gathering.

## Lista utworów
1. "The Mirror Waters" – 7:10
2. "Subzero" – 6:53
3. "In Sickness and Health" – 7:00
4. "King for a Day" – 6:33
5. "Second Sunrise" – 6:43
6. "Stonegarden" – 4:53
7. "Always..." – 2:40
8. "Gaya's Dream" – 6:04

## Twórcy
- Bart Smits – wokal
- Jelmer Wiersma – gitara elektryczna i 12-strunowa gitara akustyczna
- René Rutten – gitara
- Hans Rutten – perkusja
- Frank Boeijen – keyboard, fortepian
- Hugo Prinsen Geerligs – gitara basowa, flet, trójkąt

### Dodatkowi muzycy
- Marike Groot – żeński wokal
- Henk van Koeverden – elektroniczne dźwięki